# Julie Bennett
Julie Bennett (Manhattan, 24 de enero de 1932-Los Ángeles, 31 de marzo de 2020) fue una actriz estadounidense, más activa en locuciones.

## Carrera artística
Originaria de Hollywood, Bennett trabajó como actriz de personajes en el escenario, en la radio, y en varios programas de cine y televisión, incluyendo The George Burns and Gracie Allen Show, Adventures of Superman y Dragnet.

### Actriz de doblaje
Bennett también trabajó como actriz de doblaje desde la década de 1950 hasta principios de la década de 2000. Grabó voces para UPA, Warner Bros., Metro-Goldwyn-Mayer, The Rocky and Bullwinkle Show de Format Films (para el segmento Fractured Fairy Tales), y Hanna-Barbera Productions. 
Fue más conocida como la voz de Cindy Bear de Hanna-Barbera en El show del Oso Yogi y su spin-off, Hey There, It's Yogi Bear!. También interpretó al personaje en Yogi's Treasure Hunt, Yogi and the Invasion of the Space Bears y The New Yogi Bear Show. 
Continuó con su trabajo de voz en la década de 1990, incluido el papel de la tía May Parker en la serie animada de Fox Kids, Spider-Man, después de la muerte de Linda Gary en 1995.

### Otras actividades
Además de su carrera como actriz, también trabajó como agente de bienes raíces y agente de otros actores. Ella se sometió a un seudónimo diferente cuando trabajaba en un campo que no era el de la actuación.

### Fallecimiento
Murió de complicaciones de COVID-19, enfermedad causa por el virus del SARS-CoV-2, a la edad de 88 años, el 31 de marzo de 2020 en el Centro Médico Cedars-Sinaí de Los Ángeles.

## Videojuegos
- Spider-Man - Anciana